# Répertoire international de la presse musicale
Le Répertoire international de la presse musicale, ou RIPM, donne accès à des périodiques publiés entre 1750 et 1966 à travers un index annoté. La bibliothèque des archives RIPM est accessible en ligne.

## Description
Fondé en 1980 par H. Robert Cohen avec la collaboration de Marcello Conati, Elvidio Surian, et Christoph-Helmut Mahling, RIPM est l'un des quatre Répertoires (ou projets "R") mis en place par la Société internationale de musicologie (IMS) et l'Association internationale des bibliothèques, archives et centres de documentation musicaux (IAML) ; ceux-ci comprennent le Répertoire international des sources musicales (RISM), le Répertoire international de littérature musicale (RILM), et le Répertoire international d'iconographie musicale (Riddim). RIPM a été créé par ces sociétés pour répondre à deux problèmes : la disponibilité limitée des journaux eux-mêmes, la plupart se retrouvent dans très peu de bibliothèques et dans des formats incomplets et/ou en mauvais état, et la difficulté d’accès au contenu une fois la copie localisée.
RIPM bénéficie d'un réseau de chercheurs, de bibliothécaires et d’archivistes partenaires dans plus de 20 pays, aux États-Unis et en Europe. Il maintient un siège éditorial à Baltimore, Maryland (le Centre international RIPM). RIPM met à disposition des exemplaires qui constituent parfois la seule copie complète disponible dans le monde.
Ensemble RIPM et RILM donnent accès à deux cent cinquante ans de littérature périodique sur la musique et sont conçus pour se compléter mutuellement chronologiquement.
Le RIPM en ligne offre une base de données interrogeable de plus de 750 000 citations annotées. L’indexation RIPM se fait dans la langue de la revue. En août 2014, 215 revues de musique ont été indexées parmi lesquelles quelques-unes très rares.
Préalablement à la mise en ligne le journal Periodica Musica a été publié en version papier entre 1983 et 2005. Toutes les publications de RIPM sont mises à jour régulièrement.